# NIGHT FISHING
『NIGHT FISHING』（ナイト・フィッシング）は、日本のロックバンド・サカナクションの2作目のスタジオ・アルバム。ビクターエンタテイメント内のレーベル・BabeStar Labelより2008年1月23日にリリースされた。

## 概要
前作『GO TO THE FUTURE』に引き続き、メンバーらの地元である北海道圏内で制作され、メジャーデビュー以来、フロントマン・山口一郎によって作曲された楽曲を特色としている。2007年12月5日に配信された楽曲「サンプル」をリード曲とし、主なプロモーションに使用され、北海道のラジオ局で多く放送された。
アルバムは商業的な成功を収めており、オリコンにて53位を記録している。また、音楽評論家から肯定的評価を受けている。音楽雑誌『MUSICA』の寺田宏幸は、アルバムの楽曲に対し、1970年代に流行した叙情性と雄弁さのある歌謡曲に例え、歌詞には一貫した詩的な世界観があるとコメントしている。
2009年には、アルバムのデジタル・ダウンロード販売を開始。iTunesなどの音楽配信サイトによって、各国に向けて発売された。2015年には、リマスタリング加工を施した復刻版をLP盤とCDとしてリリースしている。

## 背景
サカナクションは、2005年春に北海道札幌市で結成された。小樽市にて開催されたロック・フェスティバル『ライジング・サン・ロックフェスティバル』の一般公募枠にあたる「RISING STAR」に、CD未発売ながら出演したことにより、話題になった。
バンドは、大学ラジオに「三日月サンセット」と「白波トップウォーター」のデモ音源を送付。送付された楽曲は、番組でリスナーから好評を得た。バンドは、フェスティバルの出演をきっかけとし、1stアルバム『GO TO THE FUTURE』で、ビクターエンタテイメント内のレーベル・BabeStar Labelより、メジャーデビュー。
5月11日から13日かけては、同アルバムのリリースを記念としたワンマンライブツアーを札幌・東京・名古屋・大阪のライブハウスにて開催。ライブでは「ティーンエイジ」や「アムスフィッシュ」など『NIGHT FISHING』に収録された多くの楽曲を披露している。

## 制作
本アルバムは、バンドが北海道を拠点として制作した最後のアルバムであり、それ以降は、東京に拠点を移し替え、制作している。アルバムの制作期間中、バンドはビクターエンタテイメントの関係者などによって圧力がかけられていた。
前作『GO TO THE FUTURE』が、1stアルバムであったこともあり、過去の作品を中心に厳選し、制作した全8曲、つまり名刺代わりのアルバムとして発表したが、本アルバムは、新しいサカナクションを掲示しつつも、前回まで評価されてきた部分を失わずに、よりポピュラーに制作するようにされた。
また、バンドをより商業的にするために、最小限のエレクトロミュージックと「高いエンターテイメント」ポピュラー音楽の間の釣合いを保とうとした。さらに、バンドはプログレッシブ・ロックの音楽性とリスナーの曲に対する楽しみを一切取り除くことを望んでいなかったことから、環境音楽とフォーク・ミュージックの要素を取り入れ、さらに彼らの音を拡大させた。
本アルバムは、バンドのメンバー5人それぞれの個性を音楽として取り入れたいということから制作された。しかし、その一方でアルバムの制作において、スタッフやメンバーとの対立の回数が最も多い作品となった。
アルバムのリード曲に関してバンドのフロントマン・山口一郎は元々「ナイトフィッシングイズグッド」にすることを推していたものの、スタッフと対立。最終的には、現在までのリード曲である「サンプル」がスタッフの案として採用されている。
「ナイトフィッシングイズグッド」は、曲の長さが6分あり、ミュージックビデオを作成しても、音楽専門チャンネルなどで放映されないということから、「サンプル」が採用された経緯がある。
その一方で、山口はYouTubeなどの動画共有サイト上でのプロモーションの可能性に気づき、稚拙ながらも「ナイトフィッシングイズグッド」のミュージックビデオを自主作成している。また「ナイトフィッシングイズグッド」以外にも、アルバムに収録された楽曲のうち「ワード」と「サンプル」のミュージックビデオが制作されている。

## プロモーションとリリース
アルバムは、2007年11月12日に最初に発表された。自身初の配信シングル「ワード/サンプル」は、2007年12月5日に両A面シングルとして、iTunesなどの音楽配信サイトで配信され「ナイトフィッシングイズグッド」は、同年の12月26日に配信シングルとして、配信された。
「サンプル」は、リード曲として、メディアに使用された。楽曲は、一部のラジオ局でヘヴィー・ローテーションされ、FM NORTH WAVEのチャートランキング『SAPPORO HOT 100』にて、最高5位を記録している。2015年3月に、アルバムのLP盤と廉価盤、およびハイレゾ音源のデジタルオーディオが発売された。CD・LP盤には、リマスタリングが施され、リリースされた。
元々、同月にコンピレーション・アルバム『懐かしい月は新しい月 〜Coupling & Remix works〜』をリリースする予定であったが、メンバーの草刈が妊娠をし、産前休業に入ったために、アルバムの復刻版をリリースすることとなった。
2008年1月中旬にバンドは音楽・エンターテインメントを中心としたソーシャル・ネットワーキング・サービス「Myspace」の公式アカウントを開設。その2週間後、1月23日から31日までの期間限定で本アルバムの試聴サイトが開設された。バンドは、アルバムの発売前後に『ぴあ』『MUSICA』『Barfout!』『Bass Magazine』『ROCKIN'ON JAPAN』などの雑誌で特集がされた。
バンドは、アルバムのプロモーションのために2008年3月に長崎から大阪にかけて全国ツアーを行った。

## 評価

### 評論家による評価
本アルバムは、複数の音楽評論家からの肯定的評価を得ている。
- 音楽雑誌『MUSICA』の寺田宏幸はアルバムでのバンドの試みを「大きな進歩」であるとして評価。アルバムの楽曲に対し、1970年代に流行した叙情性と雄弁さのある歌謡曲に例え、歌詞には一貫した詩的な世界観があるとコメントし、アルバムを「傑作」であるとしている[20]。
- ファッション雑誌『装苑』の評論家は、アルバムの山口のボーカルとバンドの型にはまらないサウンドを称賛し、山口の書く独特の叙情詩調の世界観を評価した[21]。

### チャート成績
オリコンの調査によると、本アルバムは、初週に推定3,500枚を売り上げ、2008年1月第5週付のチャートランキングにて、53位をに初登場。この記録は、前作『GO TO THE FUTURE』が初週に記録したチャートランキングの倍以上の値である。アルバムは、2008年2月第4週付のチャートランキングまで300位以内にチャートインした。

## 収録曲
| 全作詞: 山口一郎。 |                                  |                 |                |      |
| #                  | タイトル                         | 作詞            | 作曲           | 時間 |
| 1.                 | 「ワード」                       | 山口一郎 [ 23 ] | 山口一郎       | 4:32 |
| 2.                 | 「サンプル」                     | 山口一郎 [ 23 ] | 山口一郎       | 4:41 |
| 3.                 | 「ナイトフィッシングイズグッド」 | 山口一郎 [ 23 ] | 山口一郎       | 6:18 |
| 4.                 | 「雨は気まぐれ」                 | 山口一郎 [ 23 ] | 山口一郎       | 3:57 |
| 5.                 | 「マレーシア32」                 | 山口一郎 [ 23 ] | サカナクション | 5:10 |
| 6.                 | 「うねり」                       | 山口一郎 [ 23 ] | 山口一郎       | 4:46 |
| 7.                 | 「ティーンエイジ」               | 山口一郎 [ 23 ] | 山口一郎       | 5:27 |
| 8.                 | 「哀愁トレイン」                 | 山口一郎 [ 23 ] | 山口一郎       | 3:33 |
| 9.                 | 「新しい世界」                   | 山口一郎 [ 23 ] | 山口一郎       | 4:49 |
| 10.                | 「アムスフィッシュ」             | 山口一郎 [ 23 ] | 山口一郎       | 6:28 |
| 合計時間:          | 合計時間:                        | 合計時間:       | 49:51          |      |

## チャート
| 年     | チャート                       | 最高 順位 | 出典   |
| ------ | ------------------------------ | --------- | ------ |
| 2008年 | 日本・Japan Top Sales          | 54        | [ 24 ] |
| 2008年 | 日本・オリコンアルバムチャート | 53        | [ 25 ] |
| 2015年 | 日本・オリコンアルバムチャート | 62        | [ 22 ] |

### 売り上げ
| 集計団体 | 売り上げ/枚 | 出典   |
| -------- | ----------- | ------ |
| オリコン | 9,000       | [ 22 ] |

## 発売日一覧
| 国/地域 | 発売/発信元                             | 発売日        | 規格                               | 規格品番                | 出典   |
| ------- | --------------------------------------- | ------------- | ---------------------------------- | ----------------------- | ------ |
| 日本    | BabeStar Label ビクターエンタテイメント | 2008年1月23日 | CD デジタル・ダウンロード          | VICB-60029              | [ 26 ] |
| 台湾    | ロックレコード                          | 2009年4月10日 | CD                                 | GUT2261                 | [ 27 ] |
| 韓国    | J-Box Entertainment                     | 2009年4月13日 | デジタル・ダウンロード             | N/A                     | [ 28 ] |
| 世界    | ビクターエンターテイメント              | 2009年7月15日 | デジタル・ダウンロード             | N/A                     | [ 29 ] |
| 日本    | ビクターエンターテイメント              | 2015年3月18日 | ロスレス圧縮デジタル・ダウンロード | VEAHD-10613             | [ 30 ] |
| 日本    | ビクターエンターテイメント              | 2015年3月25日 | CD LP                              | VICL-64344 VIJL-60146-7 | [ 31 ] |

## ライブ映像作品
| 曲名                         | 作品名                                                     | 備考                                                                |
| ---------------------------- | ---------------------------------------------------------- | ------------------------------------------------------------------- |
| サンプル                     | →「 ワード/サンプル § ライブ映像作品 」を参照              | →「 ワード/サンプル § ライブ映像作品 」を参照                       |
| ナイトフィッシングイズグッド | →「 ナイトフィッシングイズグッド § ライブ映像作品 」を参照 | →「 ナイトフィッシングイズグッド § ライブ映像作品 」を参照          |
| マレーシア32                 | SAKANAQUARIUM 2010 (B)                                     | 「21.1」や「Paradise of Sunny」などと共にメドレー形式で演奏された。 |
| 哀愁トレイン                 | SAKANATRIBE 2014 -LIVE at TOKYO DOME CITY HALL-            |                                                                     |

### バンドの公式サイト
- サカナクション公式サイト
- サカナクション ビクターエンタテインメント公式ページ

### CDの公式サイト
- サカナクション NIGHT FISHING Special website

### 歌詞掲載サイト
- サカナクション - 歌ネット
  - ワード - 歌ネット
  - サンプル - 歌ネット
  - ナイトフィッシングイズグッド - 歌ネット
  - 雨は気まぐれ - 歌ネット
  - うねり - 歌ネット
  - 哀愁トレイン - 歌ネット
  - 新しい世界 - 歌ネット
  - ティーンエイジ - 歌ネット
  - アムスフィッシュ - 歌ネット

### インタビュー記事
- サカナクション 山口一郎『NIGHT FISHING』全曲解説！インタビュー(HMV&BOOKS online)